# Ela Yörüklü
Ela Yörüklü (* 1998 in Bursa) ist eine türkische Schauspielerin.

## Biografie
Ela Yörüklü wurde 1998 in Bursa geboren. Sie besuchte die Altan Gördüm Akademi. 2017 nahm sie an dem Wettbewerb Best Model of Turkey teil und bekam den zweiten Platz. Ihr Debüt gab sie 2018 in der Fernsehserie Kalk Gidelim. Von 2019 bis 2021 war sie in der Serie Arka Sokaklar zu sehen. Anschließend spielte Yörüklü 2020 in dem Film Hashtag die Hauptrolle. 2023 wurde sie für die Serie #Adalett gecastet.

## Filmografie
Filme
- 2020: Hashtag

Serien
- 2018: Kalk Gidelim
- 2019–2021: Arka Sokaklar
- 2023: #Adalett